# Dizionario italiano-russo dell'industria automobilistica
Il Dizionario italiano-russo dell'industria automobilistica è una pubblicazione edita dalla FIAT, nel 1968, ad uso delle maestranze impegnate nella realizzazione dell'accordo, siglato a Mosca il 15 agosto 1966 da Vittorio Valletta, volto alla realizzazione dello stabilimento produttivo VAZ (Volžskij Avtomobil'nyj Zavod, attualmente più conosciuta per il marchio Lada) a Stavropol sul Volga, poi, successivamente, rinominata Togliatti.

## Storia
Nel preliminare accordo scientifico-tecnico raggiunto nel luglio 1965 e nel successivo Protocollo operativo sottoscritto a Torino il 4 maggio 1966, era stabilito che le vetture costruite nel futuro stabilimento, avrebbero dovuto rispettare le normative tecniche vigenti nell'Unione Sovietica. L'osservanza di tali normative non provocò alcun problema ingegneristico, in quanto non particolarmente restrittive, ma la dirigenza Fiat si rese conto della complessità interpretativa, che comportavano i 200 volumi inviati all'azienda torinese nel settembre 1966 dal Governo Russo.
Vennero immediatamente interessate le facoltà universitarie di lingue orientali (Napoli e Venezia) reclutando tutti i traduttori (una trentina) disponibili. Ma non era che l'inizio, vista l'enorme mole di lavoro da svolgere, nei mesi successivi vennero assunti altri 90 traduttori, "rastrellandoli" nelle università bulgare, ungheresi, russe, ceche, polacche e jugoslave. In quattro anni riuscirono a compiere 1.200.000 ore lavorative, traducendo testi di legge e 250.000 "dossiers", 100.000 formulari e 30.000 lettere. Lo scoglio maggiore era rappresentato dal fatto che molti termini automobilistici non esistevano nella lingua russa. Ciò rese indispensabile la formazione del "Dizionario", un ponderoso volume composto da oltre 25.000 voci.